# Надир диванбеги
Надир Мухаммад диванбеги (узб. Nadr Muhammad; 1568, Бухара, Бухарское ханство — 1644, Мекка, Османская империя) — бухарский политик, министр финансов из узбекского рода арлат.

## Биография
Надир Мухаммад был дядей аштарханидского хана Имамкули-хана с материнской стороны, занимал должность диванбеги - министра финансов поэтому был известен и как Надир девонбеги тагаи. Практически он был визирем хана. Надир диванбеги происходил из узбекского рода арлат.
В 1632-1633 годах был хакимом Самаркандской области.

## Постройки
В 1619—1620 гг. на средства Надира диванбеги была построена ханака в Бухаре. Она образовала кош с расположенным напротив медресе Нодир-Диван-Беги. Входит в ансамбль Ляби-хауз.
В 1622—1623 годах Надиром диван-беги было построено монументальное здание в Бухаре в качестве караван-сарая, но в дальнейшем было переоборудовано и функционировало как Медресе Нодир-Диван-Беги.
В 1632 году рядом с мазаром Ходжи Ахрара в Самарканде Надир диванбеги начинает строительство большого медресе, используя для этого элементы ханаки. Строительство духовного учебного заведения было завершено в 1635/1636 году.
Им также была построена самаркандская мечеть Намазгох.

## Смерть
В последние годы жизни Имамкули-хан стал плохо видеть и в 1642 году он отказался от престола в пользу своего брата Надир Мухаммада (1642−1645) и отправился в хадж. Надир диванбеги сопровождал Имамкули-хана в его поездке. Имамкули-хан скончался в 1644 году в Мекке и был похоронен в Медине. Надир Мухаммад диванбеги скончался позже и был похоронен рядом с племянником.